# Allenbatrachus grunniens
Allenbatrachus grunniens är en fiskart som först beskrevs av Carl von Linné 1758.  Allenbatrachus grunniens ingår i släktet Allenbatrachus och familjen paddfiskar. Inga underarter finns listade i Catalogue of Life.

## Bildgalleri

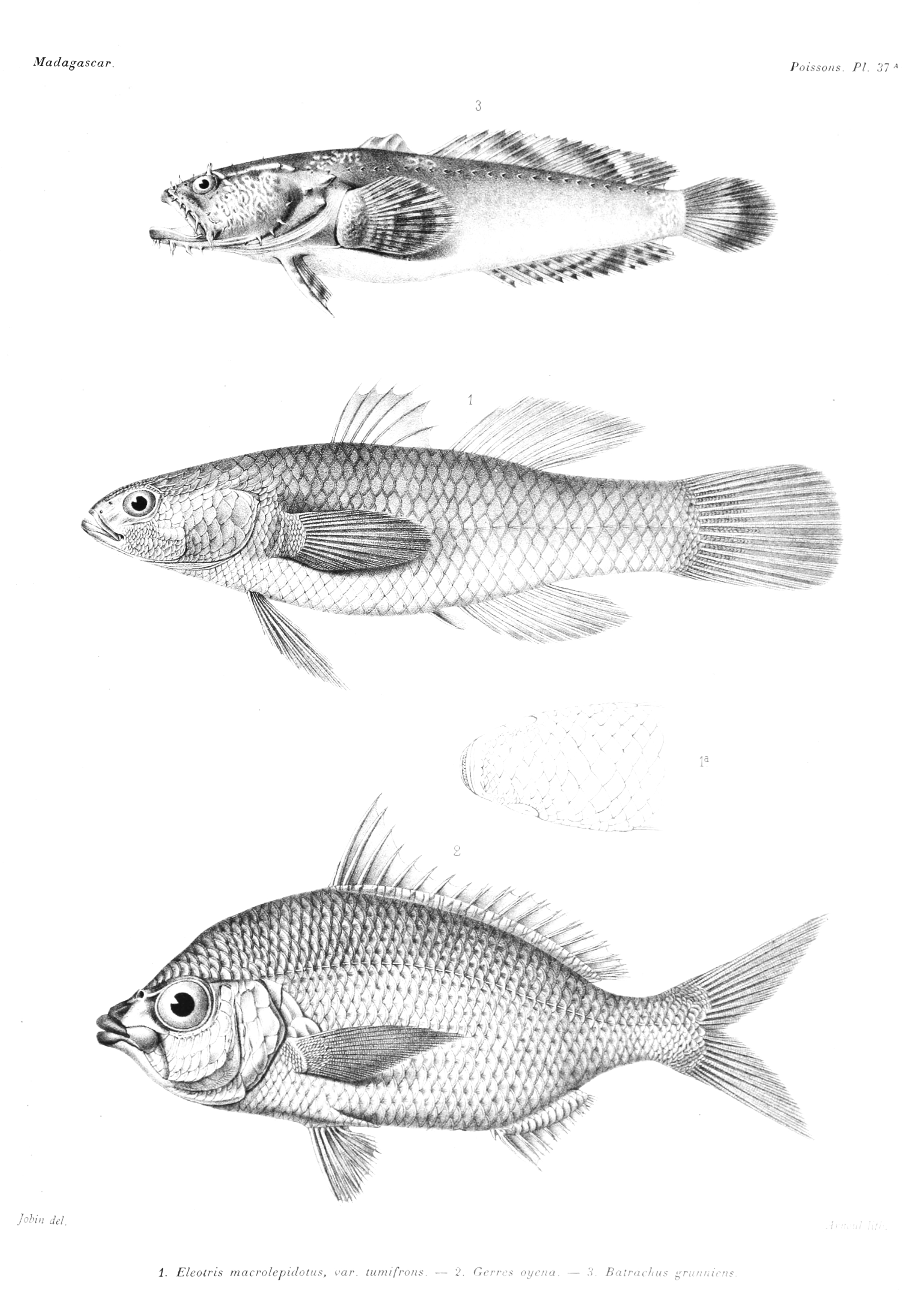